# Elinton Andrade
Elinton Andrade   (Santa Maria, 30 de març de 1979) és un exfutbolista brasiler que jugava en la posició de porter per l'Olympique de Marsella en la Ligue 1 francesa. També té la nacionalitat portuguesa. Ha guanyat la Supercupa României amb el FC Rapid Bucureşti (2007); la Coupe de la Ligue el 2010 i 2011, i la Ligue 1 (2010) amb l'Olympique de Marsella. Un cop retirat, va participar de competicions de futbol platja.